# 文貞姫
文 貞姫（ムン・ジョンヒ、문정희、1947年5月25日 - ）は大韓民国の詩人である。全羅南道宝城郡の出身。

## 略歴
1947年5月25日、全羅南道の宝城で生まれる。東国大学の国文科と同大学院を卒業した。高校生の時に『花の息』(1965)を発表した。1969年、『月刊文学』に｢不眠｣と｢空｣が入選して文壇に登壇した。
彼女の詩は、浪漫主義的な精神を基本としており、清純な感覚と明瞭な言葉で表現されている。また、愛、苦悩、自由、悲しみといったセンチメンタル的な感情を叙情的に描いたり、説話的なモチーフを現実と繋いで描いたりもした。

## 受賞歴
- 1975年、現代文学賞

## 主な作品
- 1965年、『꽃숨』(花の息)[2]
- 1973年、『문정희 시집』(文貞姫詩集)
- 1984年、『혼자 무너지는 종소리』(ひとりでに崩れる鐘の音)
- 1986年、『아우내의 새』(アウネの鳥)
- 1987年、『그리운 나의 집』(懐かしい我が家)
- 1990年、『제 몸속에 살고 있는 새를 꺼내어 주세요』(私の体の中に住んでいる鳥を取り出してください)
- 1996年、『남자를 위하여』(男のために)
- 2001年、『오라, 거짓 사랑아』(来よう、偽りの愛よ)
- 2003年、『모든 사랑은 첫사랑이다』(すべての愛は初恋である)
- 2004年、『양귀비꽃 머리에 꽂고』(ケシの花)
- 2007年、『나는 문이다』(私はムンである)
- 2008年、『찔레』(ノイバラ)